# Diego Rapoport
Diego Rapoport (Buenos Aires, 22 de noviembre de 1948 - Las Flores, 30 de diciembre de 2011) fue un pianista, tecladista, compositor y docente argentino de jazz y rock.

## Biografía
Desde su niñez estudió en el Collegium Musicum (de Buenos Aires), donde cursó iniciación musical y piano. Integró el Coro de Jóvenes de la institución, con el cual realizó varios recitales en Capital Federal y en el interior. A los quince años de edad estudió piano clásico con el compositor argentino Carlos Guastavino (1912-2000). A partir de ese momento se consideró autodidacta.
Hijo y nieto de músicos, se dedicó a la música clásica, y desde su juventud al estudio del jazz. Empezó a tocar con Gustavo Moretto y realizó cientos de jam sessions (sesiones de improvisación jazzística) con músicos amateurs y profesionales.
Su primer trabajo profesional fue en enero de 1973 en el Hotel Provincial de Mar del Plata, tocando antes y después del show del pianista tanguero Mariano Mores (1918-2016).
Después consiguió trabajo como tecladista de la banda acompañante del cantante Marcelo San Juan.
En 1974 fue tecladista del grupo Buenos Aires Sound, con quienes hicieron giras durante dos años en numerosas ciudades de más de quince países de Europa, Asia y África.
En febrero de 1976 regresó a Argentina e ingresó en el grupo de rock psicodélico Arco Iris ―que ya estaba prácticamente disuelto―, junto a Ara Tokatlián y Guillermo Bordarampe, con quienes realizó conciertos y giras en varias provincias.
A fines de 1976 conoció al guitarrista y cantautor de rock Luis Alberto Spinetta (1950-2012), quien le ofreció integrar su banda Spinetta, con el bajista Machi Rufino y el baterista Osvaldo López. Con ellos hicieron conciertos y shows en Capital y el Gran Buenos Aires. En 1977 grabaron el disco A 18' del Sol.
En 1977 se mudó a Bariloche, donde residió un año y medio. Allí tocó con músicos locales.
En 1979 regresó a Buenos Aires, donde grabó el disco Nayla con David Lebón, Pedro Aznar, Oscar Moro y Rinaldo Rafanelli, entre otros. Durante esa época también grabó como músico sesionista e invitado con varios intérpretes, entre ellos dos álbumes con el dúo Vivencia.
En 1980, Luis Alberto Spinetta volvió a convocarlo para integrar la súperbanda Spinetta Jade junto al baterista Pomo, el tecladista Juan del Barrio, y el bajista y multiinstrumentista Pedro Aznar (como invitado). Con este grupo realizaron decenas de recitales en el país y grabaron los discos Alma de diamante (1980) y Los niños que escriben en el cielo (1981). Con Spinetta realizaron paralelamente presentaciones en dúo y grabaron Kamikaze (1982).
Al mismo tiempo integró el grupo Raíces con el bajista uruguayo Beto Satragni, junto al guitarrista Quique Sinesi, Juan Carlos Negro Tordó y Jimmy Santos. Tocaron en numerosas presentaciones, entre ellas dos ediciones del festival de rock en La Falda (de 1980 y 1981). Con ellos grabó los discos Esto es candombe (posiblemente 1980) y muchos años más tarde, Empalme (1994).
En el Primer Festival de Rock en La Falda (1980) se presentó también con el grupo La Nave de Aldo Bonzi, junto a Pedro Aznar, Lito Epumer y el Mono Fontana.
Se presentó en numerosos shows acompañando al uruguayo Rubén Rada, junto a Beto Satragni, Daniel Homer, Luis Ceravolo, Horacio López y el Zurdo Roitzner, entre otros.
La Municipalidad de Buenos Aires lo contrató durante varios meses para dar conciertos gratuitos junto a Bernardo Baraj, Héctor Sánchez, Néstor Astarita y Adalberto Cevasco.
Con David Lebón integró la banda de rock Seleste, junto con Pedro Aznar y Rinaldo Rafanelli, entre otros músicos. Se presentaron en varias salas de Buenos Aires y se destacaron en el festival de jazz Bue ’80 en el Luna Park, junto a destacados músicos extranjeros.
Con David Lebón integró una banda junto al baterista Pomo, Héctor Starc y Beto Satragni, con los cuales hizo varias giras. En esa época participó en la grabación de dos discos solistas de David Lebón: El tiempo es veloz (1982) y Siempre estaré (1983).
En 1980 tuvo la oportunidad de compartir escenario con la súperbanda Serú Girán (de Charly García, David Lebón, Pedro Aznar y Oscar Moro) en el estadio Obras Sanitarias (Buenos Aires) con motivo de los conciertos junto a Spinetta Jade.
En octubre de 1980, Charly García había grabado varias tomas de solos para la canción «Tema de Nayla» (del disco Bicicleta de Serú Girán), pero ni a él ni a Lebón les gustaba cómo quedaba. Entonces Lebón invitó a Rapoport a grabar el solo de piano eléctrico Rhodes. Le dieron un casete con la banda tocando el tema completo, y Rapoport lo estudió en su casa, concurrió a la sala de grabación y registró varias tomas en una sola sentada.
En 1982, Pedro Aznar lo convocó ―junto con Lito Epumer, Juan Carlos "Mono" Fontana y Leo Sujatovich, para la presentación de su primer álbum solista en Obras Sanitarias.
En 1983 fue invitado a grabar el disco Moro-Satragni junto a algunos de los más destacados exponentes de la música nacional, entre ellos Charly García.
En 1984 grabó como músico invitado en el disco solista de Miguel Abuelo Día, buen día, y compartió escenario en presentaciones posteriores en Bariloche.
En innumerables sesiones del legendario pub Jazz & Pop, en muchos otros escenarios, grabaciones de discos y en encuentros informales, ha tocado o formado parte de conjuntos ―como músico de jazz y otros géneros― con:
- Néstor Astarita,
- Bernardo Baraj,
- Juan C. Bazán,
- Gustavo Bazterrica,
- Alberto Bengolea,
- Gustavo Bergalli,
- Chivo Borraro,
- Andrés Boyarsky,
- Tom Brechtlein,
- Randy Brecker,
- Bunny Brunell,
- María José Cantilo,
- Miguel Cantilo,
- Eduardo y Chingolo Casalla,
- Luis Ceravolo,
- Junior Cesare,
- Abel Calzetta,
- Larry Coryel,
- Emilio del Guercio,
- Helio Delmiro,
- Roy Elder,
- Lito Epumer,
- Chango Farías Gómez,
- Osvaldo Fattoruso,
- Fats Fernández,
- Mono Fontana,
- Santiago Giacobbe,
- Rubén Goldín,
- Paul Gonçalves,
- Jorge Negro González,
- Pocho Lapouble,
- Daniel López,
- Héctor López Furst,
- Walter y Javier Malosetti,
- Luis Nacht,
- Lito Nebbia,
- Pappo,
- Hermeto Pascoal,
- Ricardo Pellican,
- Piazzolla (hijo),
- Piero,
- Alfredo Remus,
- Luis Salinas,
- Ricardo Sanz,
- Héctor Sánchez,
- Víctor Telechea,
- Enrique Varela,
- Al Vizzutti,
- Daniel Volpini y
- Julia Zenko, entre otros.

En febrero de 1985 se mudó nuevamente a San Carlos de Bariloche, ciudad donde residió durante cinco años. Allí integró diversos grupos, entre ellos El Circo de los Hnos. Brothers (junto a Carlos Casalla, Carlos y Mario Giménez, Pablo Méndez, Nelson y Martín Pearson, entre otros).
Fue invitado oficialmente a participar de la Primavera Musical Bariloche y ―en dos ocasiones― al Camping Musical Bariloche.
Integró como docente el primer equipo experimental de reforma educativa a nivel secundario llamado Ciclo Básico Unificado, en la provincia de Río Negro.
La Subsecretaria de Cultura de Viedma (capital de la provincia de Río Negro) lo invitó a dictar una clínica de improvisación en el II Encuentro de Músicos de Villa Regina.
La misma entidad lo convocó junto a Artistas Libres Sureños, a un original espectáculo de creación colectiva con artistas plásticos de la talla de Federico Marchesi, Kike Mayer y Marco Pertile, en Bariloche y Las Grutas.
En 1990 se mudó a El Bolsón, ciudad donde ejerció la docencia privada y formó el grupo Levadura, con Tole Naguil, Caco Patane, Pablo Méndez y Carlos Casalla. Con ellos participaron en festivales como la Fiesta de la Fruta Fina (en El Hoyo de Chubut), y en la Fiesta del Lúpulo.
Durante nueve años residió en la ciudad de Neuquén, donde integró varios grupos:
- NBA,
- Alto Valle Jazz Band,
- Conexión Sur,
- Sur Jazz Trío,
- Blocombo y Stress (junto a Carlos y Mario Giménez),
- Andrés Fuhr,
- Benigno Villanueva,
- Siro y Fabio Balbarrey,
- Gustavo Hubka,
- Guillermo Lancelotti,
- Luis Cide,
- Eduardo Iturrioz,
- Miguel Couto,
- Ernesto Pugni,
- Walter Luzarreta,
- Oscar Cotella,
- Fox Colona y
- Claudio Verdún.

Fue convocado a formar parte del jurado de preselección de grupos musicales de la zona con motivo de la Primera Bienal de Arte Joven, que culminó en Villa Llao Llao (Bariloche).
Nuevamente radicado en la ciudad de Bariloche, integró diferentes grupos con músicos locales, entre ellos 2000 No (con Pope González, Hugui Barrionuevo y Ricardo Villar, y se dedicó como siempre a los recitales, la composición y la docencia privada.
Desde 2003 dictó clases de Piano Complementario y de Piano en la Escuela Superior de Arte de Bariloche (entidad a nivel terciario).
Junto a Carlos Lastra, Pope González y Sebastián Grosshaus integró diferentes formaciones de jazz.
En 2003 grabó invitado por Abel Calzetta en su cedé Madre de silencio, y con Miguel Cantilo en su último trabajo Sudamérica va. Con Cantilo presentó el disco en Buenos Aires, y en varias ciudades de la Patagonia, junto a Carlos Casalla.
En 2010 tocó como invitado del guitarrista Luis Salinas en un concierto en el Hotel Edelweis (en Bariloche).
En el mismo año, participó del megaconcierto Spinetta y las Bandas Eternas en el estadio de Vélez Sársfield, en el cual acompañó a Spinetta en dos temas a dúo.
Siguió con sus clases de piano y teclados en Bariloche, y realizó contadas presentaciones en vivo con distintos músicos locales y extranjeros.

## Fallecimiento
En la última semana de diciembre de 2011, Rapoport viajó a Buenos Aires para visitar a su amigo Luis Alberto Spinetta, que padecía de cáncer de pulmón. El viernes 30 de diciembre de 2011, al regresar a Bariloche en ómnibus, sufrió un paro cardíaco mientras pasaba por la ciudad de Las Flores (provincia de Buenos Aires), a 187 km de la Capital Federal, sobre la Ruta Nacional 3. Fue atendido en el sanatorio del pueblo, pero falleció.
Se anunció que se realizaría una colecta para pagar el altísimo costo del traslado del cuerpo hasta Bariloche. Pero finalmente el cuerpo fue trasladado al cementerio de Burzaco (en la zona sur del Gran Buenos Aires), donde fue cremado. A mediados de enero, sus restos fueron trasladados a Bariloche, en cuyo cementerio fueron enterrados.
El 8 de febrero de 2012 (poco más de un mes después de Rapoport) falleció Luis Alberto Spinetta.
El martes 17 de enero de 2012 tuvo lugar un concierto de homenaje a Rapoport, en el Hotel Nevada de San Carlos de Bariloche. Tocaron
- Santiago Rapoport (bajista, hijo de Diego) y Nehuén Rapoport (saxofonista, hijo de Diego),
- Chingolo y Carlitos Casalla,
- Ana López,
- La Hot Line (los Moncada y Pablo Méndez),
- Mabel Paredes y Valentina Gallo (en recitado y danza),
- Hernán Lugano junto a Pope González y Mario Giménez (Neuquén),
- Graciela Novellino y Juanjo Miraglia,
- Guillermo Belloro y
- Lado Funk.[9]

## Vida privada
Estuvo casado con Verónica Ganger, con quien no tuvo hijos, y con Cristina Rafanelli, con quien tuvo dos hijos: Santiago y Nehuén. Más tarde con su última pareja, María Elisa Pisoni, tuvo a su tercera hija, Eloísa.